# Super Nick
Super Nick (engl. Big Nate) ist eine Comic- und Kinderbuchreihe des amerikanischen Zeichners Lincoln Peirce. In den Geschichten begleitet man den vorlauten, elfjährigen Jungen Nick in der Schule und zu Hause. Die Kinderbuchreihe ist auch auf Deutsch erschienen.

## Geschichte
Der Comicstrip wurde 1991 gestartet und wurde in bis zu 400 Zeitungen täglich gedruckt. Parallel werden die Strips auch in Sammelbänden und im Internet veröffentlicht. Von 2010 bis 2016 wurden acht illustrierte Kinderbücher verlegt. 2020 wurde gemeldet, dass eine animierte Fernsehserie für den Sender Nickelodeon in Planung ist.

## Charaktere

### Hauptcharaktere
Nick Wright
Nick Wright (im Original Nate Wright) ist der Hauptcharakter der Serie. Er hält nicht viel von Schule, was sich einerseits in seiner rebellischen Art, andererseits in seinen eher schlechten Noten zeigt. Er ist fest davon überzeugt, dass er zu Höherem bestimmt ist. Er zeichnet gern Comics, entweder von sich, von dem seltsamen Chirurgen Dr. Sündenpfuhl oder dem Stuntman Moe Mentum. Nick hat Angst vor Katzen und hasst Gina. Zu seiner großen Schwester Ellen hat er ebenfalls kein sonderlich gutes Verhältnis. Er ist Fußballtorwart, fährt gerne Skateboard und ist Gründer der Garagenband „Versklavt die Molluske“. Er ist allerdings sehr unordentlich und muss häufig nachsitzen. Er isst gerne Käseflips, ist jedoch von den Kochkünsten seines Vaters wenig angetan.
Francis Pope
Francis ist Nicks bester Freund. Er ist etwas streberhaft und hat anders als Nick auch keine Probleme mit der Schule, ist jedoch nicht so notenversessen wie Gina. Er kennt Nick seit dem Kindergarten.
Teddy Ortiz
Teddy gehört auch zu Nicks besten Freunden. Er verspottet Nick gerne, worauf dieser wiederum einen Witz macht. Er und Nick kennen sich noch nicht so lange.
Gina Hemphill-Toms
Gina ist Nicks absolute Erzfeindin. Sie hat immer und überall die Note 1+ und wird panisch, wenn ihr Durchschnitt in Gefahr sein könnte. Sie hat manchmal spektakuläre Wutausbrüche und mag es, Nick eins auszuwischen. Sie schleimt sich bei allen Lehrern ein. Laut Nick hat Gina außer der Schule kein Leben. Sie ist recht unsportlich und mag wahrscheinlich Katzen.

### Weitere Charaktere
Artur Pashkov
Artur ist einer von Nicks Mitschülern und ebenfalls Mitglied bei „Versklavt die Molluske“. Nick kommt einigermaßen gut mit ihm aus, ist jedoch öfters neidisch auf ihn. Das liegt zum einen an seinem ständigen Glück, zum anderen ist er mit Jenny zusammen. Artur hat einen Sprachfehler, der ihn bei den Mädchen noch beliebter macht.
Jenny Jenkins
Sie ist Nicks Schwarm, ist jedoch mit Artur zusammen. Nick versucht öfters, sie zurückzugewinnen, was ihm jedoch immer misslingt.
Dee Dee Holloway
Dee Dee taucht seit dem vierten Teil auf und ist mit Nick befreundet. Ihr Spitzname „Drama-Queen“ kommt daher, dass sie gerne übertreibt und dramatisiert, was auch daran liegt, dass sie in der Theater-AG ist.
Chad Applewhite
Er ist ein kleiner, etwas dicklicher Junge aus Nicks Klasse und ebenfalls mit ihm befreundet. Er kennt sich sehr gut mit Essen aus.
Mary-Ellen Popowski
Mary-Ellen ist eine weitere Klassenkameradin und Freundin von Gina. Sie kommt recht selten vor, hat laut eigener Aussage keinen Funken Humor und spielt gern Querflöte.
Das Mädchen, dessen Namen Nick immer vergisst
Dieses Mädchen ist ebenfalls mit Gina befreundet und der festen Überzeugung, dass Jungs stinken. Außerdem schreibt sie sich oft die Arme voll und glaubt an Einhörner.
Randy Betancourt
Randy ist aus Nicks Sicht die Nervensäge seiner Klasse, hängt immer mit einer Horde Kumpels herum und tyrannisiert gern seine Mitschüler.
Kim Cressly
Sie ist in Nick verliebt und versucht bei jeder Gelegenheit, ihn zu knutschen, ansonsten droht sie ihn zu verhauen.
Marc Blonsky
Marc ist ein Hochstapler, der oft in Bezug auf sich selbst lügt. Er ist im fünften Teil Pausenaufsicht und war einmal Herausgeber des Jahrbuchs, welches jedoch laut Nick katastrophal war.
Marcus
Marcus ist der beliebteste Schüler der siebten Klasse. Es heißt, was er toll findet, fänden auch alle anderen toll. Im sechsten Teil schließt er mit Nick eine Wette ab, die er allerdings verliert.
Ellen Wright
Ellen ist Nicks 15-jährige Schwester. Sie hat einen ähnlichen Charakter wie Gina, ist also eine Streberin sowie die Lieblingsschülerin von Mrs. Godfrey. Nick und Ellen haben sich noch nie richtig gemocht, was auch daran liegt, dass Ellen auf drei Dinge steht, die Nick hasst: Katzen, Liebeslieder und Eiskunstlauf. Sie redet oft wie ein Wasserfall.
Martin Wright
Über Nicks Vater erfährt man recht wenig. Er lebt wohl alleinstehend, kocht nicht gut und kann sich nicht wirklich in Nick hineinversetzen.

## Bücher
Der Verlag Andrews McMeel Publishing druckte die Comicstrips in zahlreichen Sammelbänden nach.
Von 2010 bis 2016 wurden acht illustrierte Kinderbücher (Text mit Bildern) erstellt. In den USA wurden sie von HarperCollins verlegt, in Deutschland erschienen sie beim cbj Kinderbücher Verlag:
- Bis später, ihr Pfeifen! (In a class with himself, 2010)
- Ihr seid raus, ihr Flaschen! (Strikes again, 2010)
- Platz da, ihr Nieten! (On a Roll, 2011)
- Packt ein, ihr Knalltüten! (Goes for Broke, 2012)
- Ohne mich, ihr Sesselpupser! (Flips out, 2013)
- Ich zeigs euch, ihr Dumpfbacken! (In the Zone, 2014)
- Bei mir läufts, ihr Nullchecker! (Lives it Up, 2015)
- Das wars, du Nerd! (Blasts Off, 2016)